# 南部叢書
南部叢書（なんぶそうしょ）は、南部藩に関する主に江戸期の史料を収めた書籍。全10巻に索引巻を加えた11冊からなる。編著者は郷土史家の太田孝太郎（元盛岡銀行常務、岩手日報（旧）社長）。

## 概要
南部叢書刊行会により1927年（昭和2年）- 1930年（昭和5年）にかけて出版された。岩手県を中心に青森県、秋田県の一部に及ぶ旧南部領内の、風土記、史料、地理紀行、詩文、伝奇、漂流記などの文献を収録している。
復刻版は1970年（昭和45年）に歴史図書社より出版された。

### 各巻の内容
- 1巻　奥々風土記、鹿角由来記、増補盛岡砂子
- 2巻　南部根元記、奥南旧指録、志和軍戦記、聞老遺事
- 3巻　阿曽沼興廃記、祐清私記、平泉雑記
- 4巻　郷村古実見聞記、百姓一揆録、遠野古事記
- 5巻　邦内郷村志、邦内貢賦記
- 6巻　真澄遊覧記、八戸紀行、盛岡紀行、奥州紀行、奥の紀行
- 7巻　旧蹟遺聞
- 8巻　酉卒歌集
- 9巻　二郡見聞私記、錦木塚の由来、九戸軍談記
- 10巻　薬草御用書上
- 11冊　索引